# Anastasius Grün

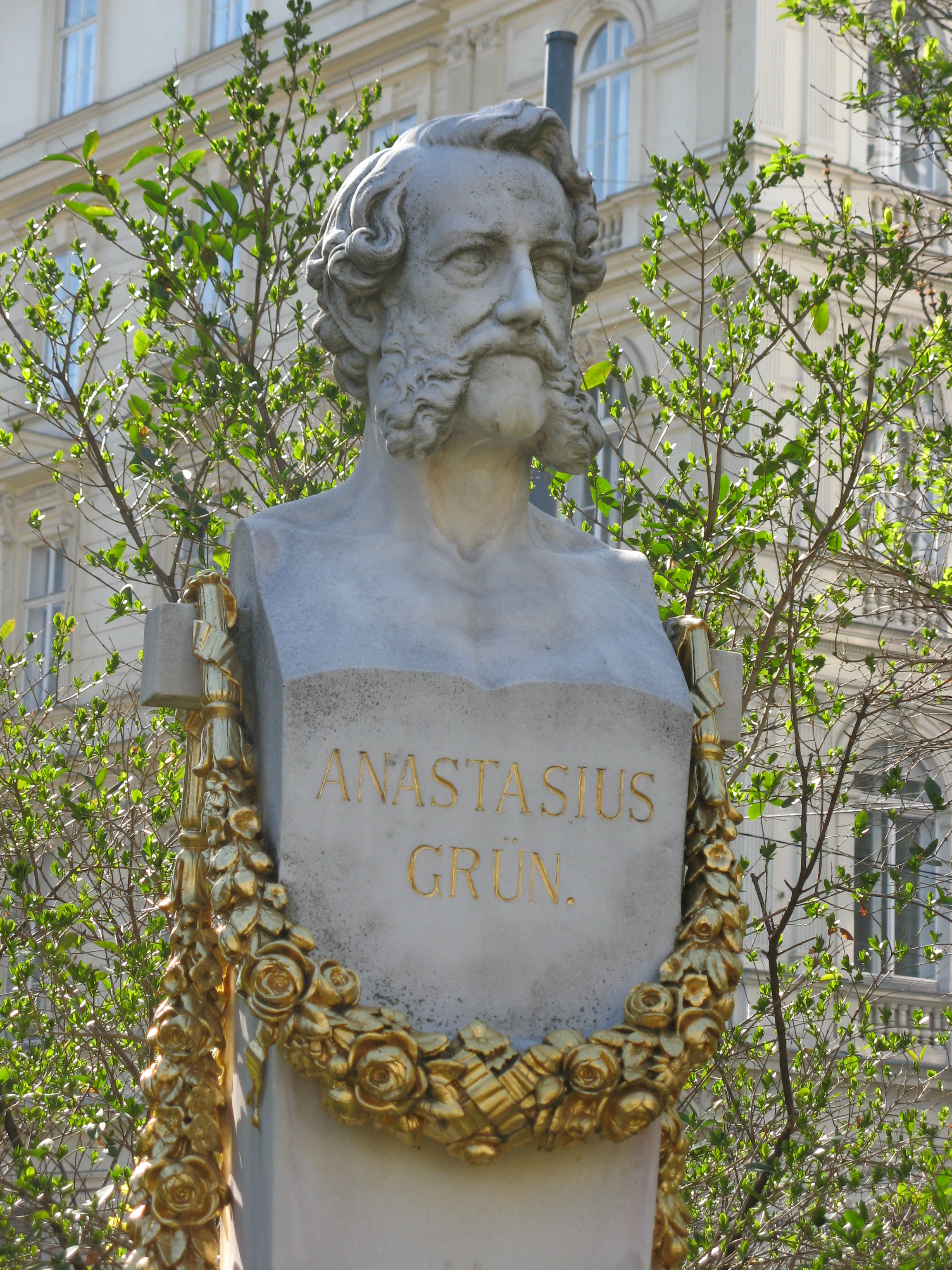
Anatasius Grün mellszobra Bécsben (Karl Schwerzek alkotása, 1891)

Anton Alexander von Auersperg gróf, írói néven Anastasius Grün (Laibach, 1806. április 11. – Graz, 1876. szeptember 12.) osztrák költő és politikus.

## Élete
Ősrégi nemesi család ivadéka, mely Gurkfeld és Thurn am Hart krajnai uradalmakat bírta. Jogi tanulmányait Grazban és Bécsben végezte, majd nagy utazásokat tett, 1839-ben Attems Mária grófnővel egybekelt és hivatal nélkül egyedül tanulmányainak és irodalmi munkásságának élt. Szabadelvű költeményei népszerűvé tették, ezért 1848-ban beválasztották a német nemzetgyűlésbe, melyből azonban már szeptemberben kilépett. Csak a Bach-kormány bukása (1859) után vett tevékeny részt a politikában: 1860-ban a birodalmi gyűlésnek, majd 1861-ben az urak hazának tagja lett. Mint ilyen, mindig a szabadelvű eszmék erélyes szóvivője és a federalizmus elszánt ellensége volt. Ehhez hasonló befolyásos és tevékeny működést fejtett ki a krajnai és később a stájer tartományi gyűléseken. Politikai téren elért fényes működéséért Ferenc József császár-király titkos tanácsosi rangra emelte, a bécsi egyetem doktorrá avatta, Bécs városa pedig díszpolgárává választotta. Ezenfelül a bécsi tudományos akadémiának is tiszteletbeli tagja volt.
Nem csekélyebb sikereket aratott mint költő. Főművei: Blätter der Liebe (1830), szerelmi dalok Heine modorában, de minden sértő elem nélkül; Der letzte Ritter (1830), románcok koszorúja, melyben I. Miksa német-római császár lovagias alakját dicsőíti és az újkor hajnalhasadtát lelkesülten üdvözli: Spaziergänge eines Wiener Poeten (1831., névtelenül), hatalmas himnuszok a szabadságra és maró gúnydalok a Metternich öngyilkos politikájára; Schutt (1836), legszebb műve, melyben az elvénült Európa romjaiban egy új és szebb élet csíráit keresi és Amerika szabadságát magasztalja; Nibelungen im Frack (1843), humoros éposz, melynek hőse Móric Vilmos szász-merseburgi herceg (megh. 1731), a brugó lelkes barátja; Der Pfaff vom Kahlenberg (1850), egy régi népmonda földolgozása, a régi népies ünnepek és szokások fényes rajzaival. Költeményei két gyűjteményben jelentek meg: Gedichte (1837) és In der Veranda (1876). Minden tekintetben kitűnőek műfordításai: Volkslieder aus Krain (1860) és Robin Hood (1864).
Ő adta ki legjobb barátjának, Nikolaus Lenaunak, költői hagyatékát és összes műveit (jeles életrajzzal). Összes munkáit kiadta Ludwig August Frankl von Hochwart, 1877, 5 köt.

## Költészete
Grün túlnyomóan a gondolat költője; kisebb és nagyobb műveiben eszméket fejez ki és testesít meg, fényes nyelven, a képek és hasonlatok gazdag, néha túlságos fölhalmozásával. A szabadság költője, melynek politikai működésében is lelkes és bátor védője volt. Lenauval sok tekintetben rokon, de elszánt optimista, akit kora nyomora búsíthat, de csüggedővé nem tehet; tántoríthatatlan bizalommal várja a jövőtől a szabadság diadalát, melyet ismételten megragadó himnuszokban dicsőít. Kevés alakja van a modern irodalmaknak, akikben az ember és a költő annyira fedik egymást, mint őbenne.

## Művei
- Blätter der Liebe (1830)
- Der letzte Ritter (1830)
- Spaziergänge eines Wiener Poeten (1831)
- Schutt (1836)
- Gedichte (1837)
- Nibelungen im Frack (1843)
- Pfaff vom Kahlenberg (1850)
- Volkslieder aus Krain, aus dem Slowenischen übersetzt (1850)
- Robin Hood. Ein Balladenkranz nach altenglischen Volksliedern (1864)
- In der Veranda (1876)